# Veisiejai

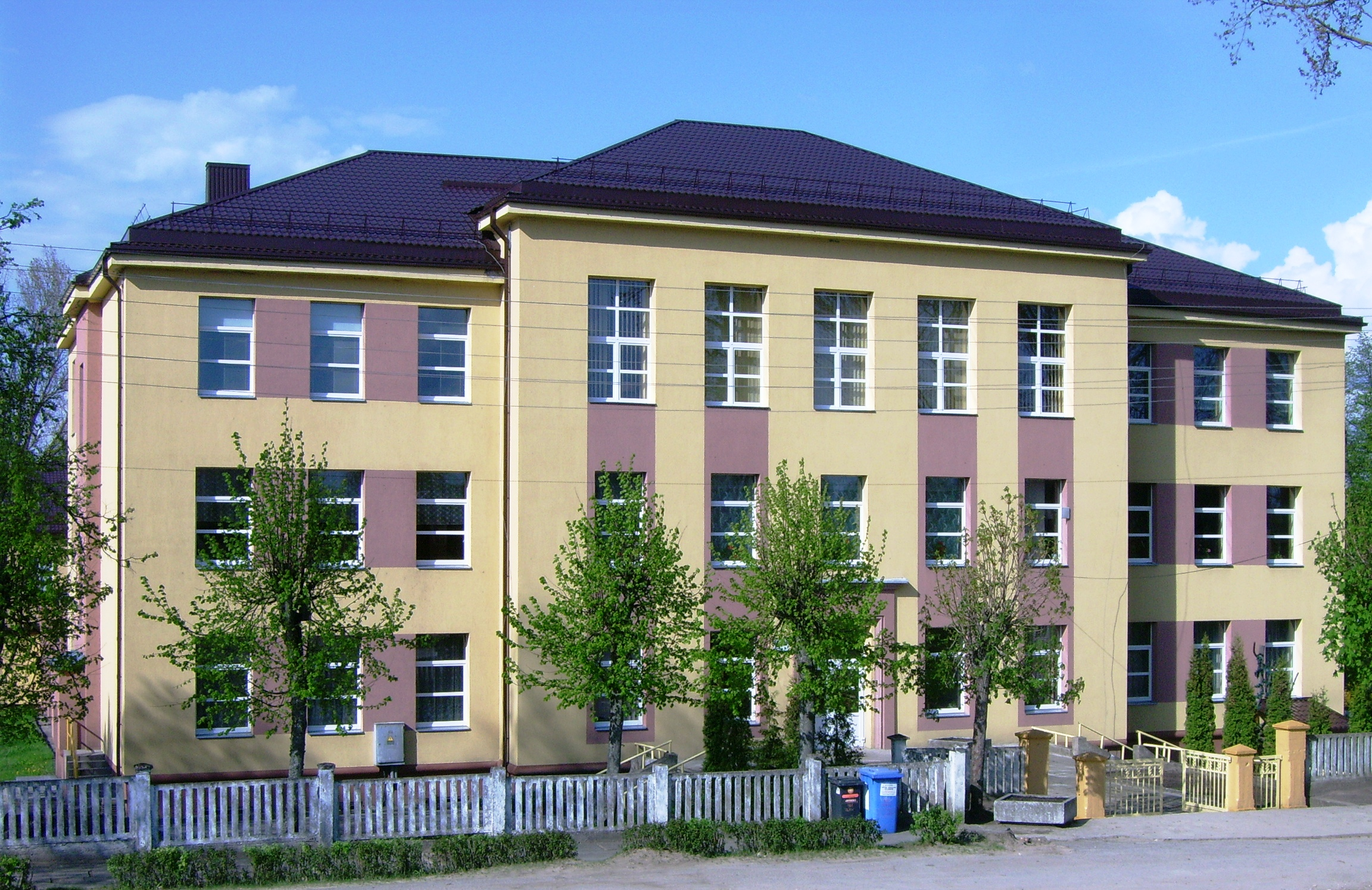
middelbare school

Veisiejai is een stad in de Litouwse gemeente Lazdijai, in het district Alytus. De plaats telt 1637 inwoners (2001). Het heeft sinds 1756 stadsrechten.

## Geschiedenis

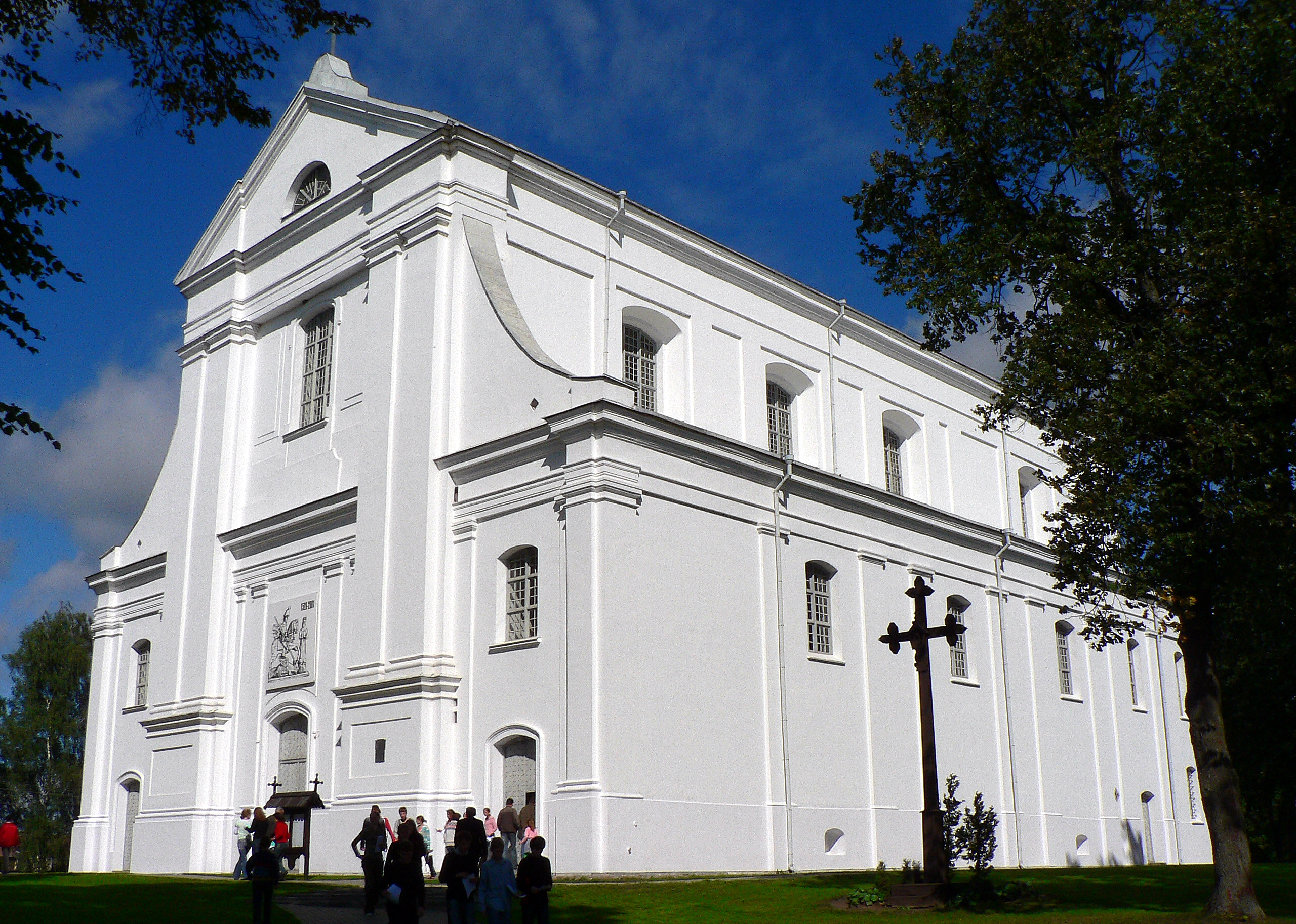
st Joriskerk

Volgens kronieken van de Duitse Orde woonden er op de plek van Viesiejai "Weyze" (Veise"), van het volk de Jatvingen, een Baltische stam.
In 1525 ontving de stad het recht op het houden van een markt. Nog altijd kent de stad een markt. In 1526 werd de eerste kerk gebouwd. In 1956 ontving de stad stadsrechten. In Sovjet-periode (1945-1991) was er een fabriek voor textiel, een gtechnische school en een landbouworganisatie.

## Bevolking
Veisiejai telde in 2011 1430 inwoners, van wie 661 mannen en 769 vrouwen.

| Inwoners per jaar |        |
| Jaar              | Aantal |
| 1810              | 508    |
| 1872              | 737    |
| 1897              | 1540   |
| 1923              | 1295   |
| 1959              | 1513   |
| 1970              | 1450   |
| 1979              | 1687   |
| 1989              | 2079   |
| 2001              | 1762   |
| 2011              | 1430   |

## Bekende inwoners

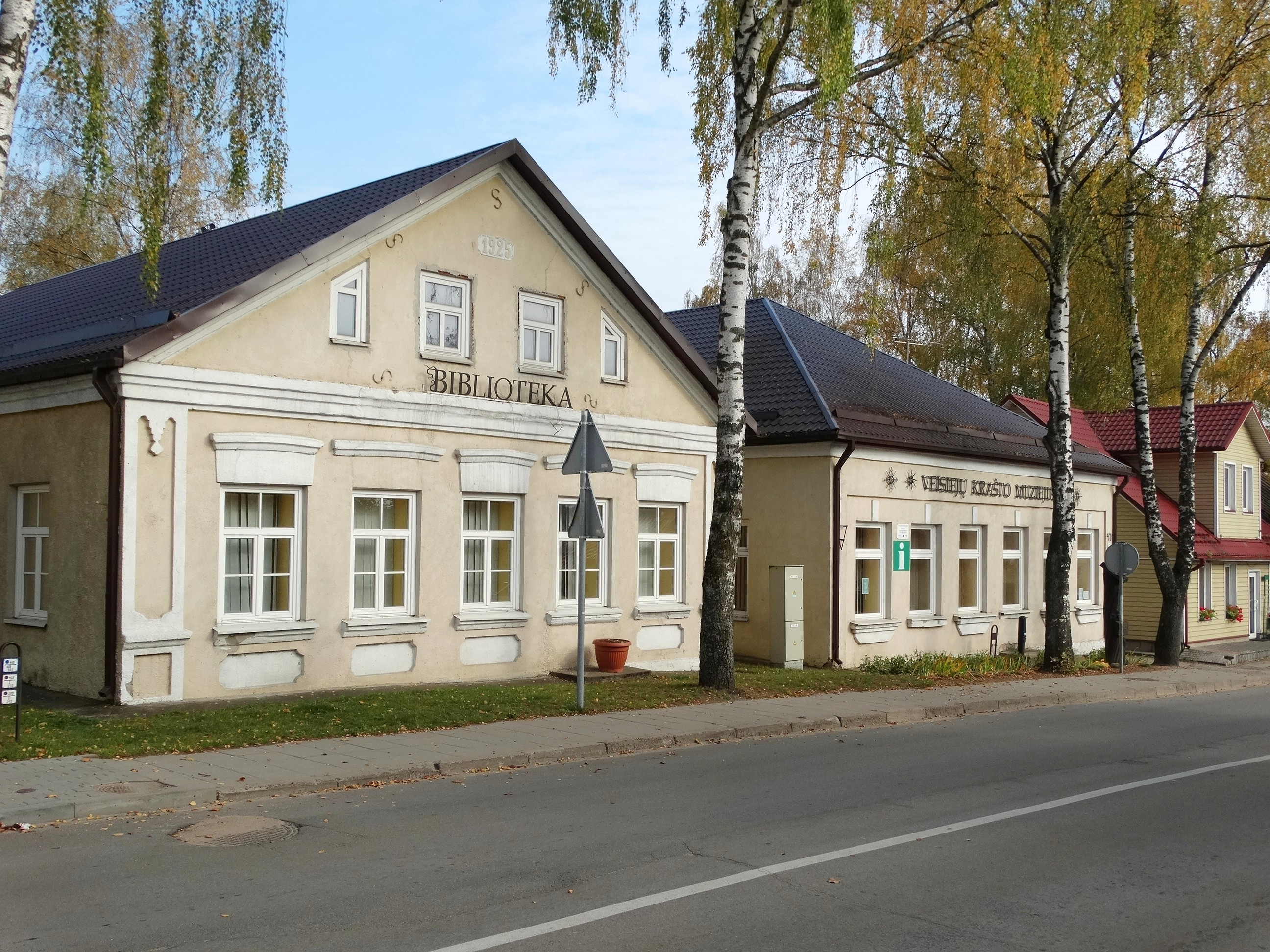
bibliotheek en museum over het Esperanto

- Lejzer Zamenhof, de grondlegger van het Esperanto woonde in het voorjaar van 1885 enkele maanden in Viesiejai. Het huis waar hij verbleef is in 1925 afgebrand.